# 土耳其入侵塞浦路斯
土耳其入侵塞浦路斯，发生于1974年7月20日，土耳其军队以保护土耳其裔塞浦路斯人为借口，侵入塞浦路斯，并占据了全塞浦路斯36%的领土。战争发生后，大批居住在塞浦路斯北部的希腊裔塞浦路斯人逃往南方；北部希腊族人口原占北部总人口的80%，战后，北部希腊族人口迅速下降。与此同时，居住在南方的土耳其族迁往土耳其方控制的北部。1983年，土耳其控制的北塞浦路斯成立了北塞浦路斯土耳其共和国。塞浦路斯从此分裂，即塞浦路斯共和国控制的南部领土与土耳其族控制的北塞浦路斯。塞浦路斯共和国得到国际社会的广泛承认；北塞浦路斯政权仅得到土耳其共和国承认。

## 战争背景
自古典時代希腊殖民潮起，塞浦路斯的主體民族一直都是希腊人，其後經過拜占庭帝國統治亦令希腊羅馬文化繼續主導。而然拜占庭帝國於1453年覆滅，威尼斯共和國短暫佔領塞浦路斯，但以威尼斯為首的天主教同盟仍於1573年戰敗，塞浦路斯落入土耳其人主導下的奥斯曼帝国之手。
鄂圖曼帝國的殖民將土裔居民、土耳其文化及伊斯蘭教引入塞浦路斯，但同時亦激化了塞浦路斯的種族矛盾。
1878年，鄂圖曼帝國於俄土戰爭中慘敗，被逼割讓塞浦路斯予英國，塞浦路斯自此成為英國殖民地。英國殖民者主要以維穩手段統治，盡量壓制各族群之間的衝突。但在二戰後的去殖民化浪潮中，希腊裔塞浦路斯武裝組織於1960年推翻英國殖民統治，塞浦路斯的種族衝突開始白熱化。
由1955年起，塞浦路斯開始爆發希腊裔及土耳其裔之間的流血衝突，暴力事件接連不斷。自希裔武裝組織EOKA於1960年成功推翻英國殖民統治起，希裔勢力開始坐大，島上希裔族群間要求塞浦路斯回歸希腊的呼聲日高，更引來希腊政府的注意。1974年，得到希腊军政府支持的EOKA發動政變，推翻神職出身、立場偏向溫和的總統馬卡里奧斯，繼而扶植激進希腊民族主義分子尼古斯·桑普森擔任總統，惹來土耳其政府不滿，埋下了日後入侵的伏線。

## 土耳其的第一次入侵

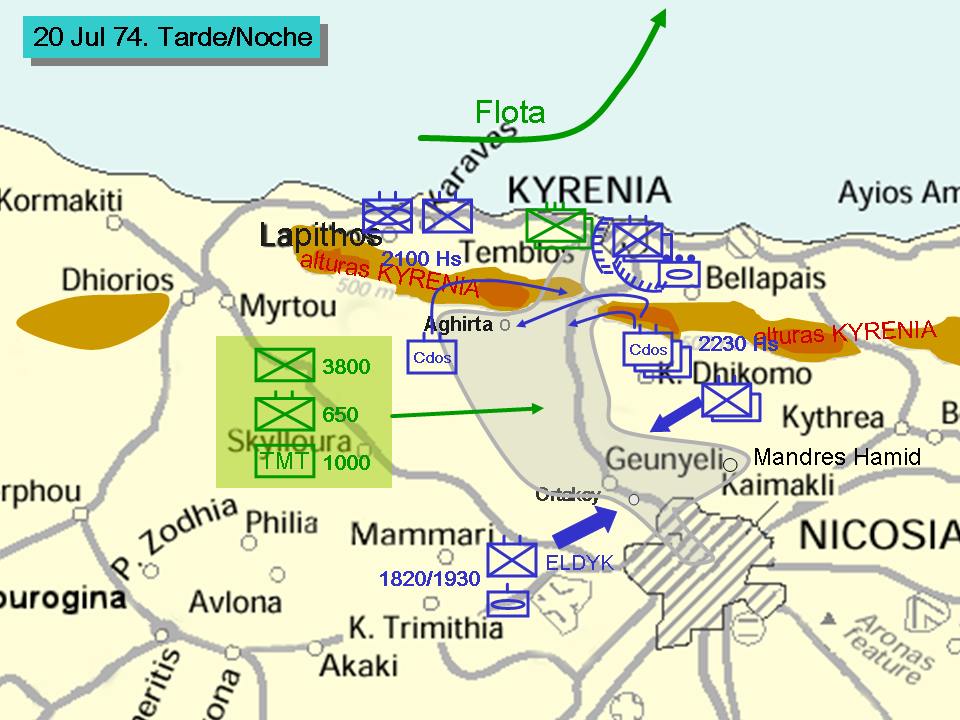
1974年7月20日，土耳其军队入侵地点。

1974年7月20日凌晨，土耳其武装部队从凯里尼亚以西8千米处的潘塔米利登陆，行动代号“阿提拉行动”。安卡拉电台宣称此举旨在保护塞浦路斯土族人的安全以及“维护塞浦路斯的独立”。登陆土军遭到塞浦路斯国民警卫队的两个步兵连在五辆t-34/85坦克的掩护下多轮反冲击。塞军坦克全被击毁，不得不撤到凯里尼亚城内固守，阻止土军继续向首都尼科西亚挺进。塞军参谋长波法斯中校率领增援部队赶到凯里尼亚，以3个不满编的塞国步兵营于20日夜向土军发起突袭。土军士兵使用多门无后坐力炮轰击一座疑似塞军指挥部的别墅，数发炮弹准确命中目标，别墅瞬间被轰塌，但实际上这是土军第50步兵团团长卡拉奥格拉诺古鲁上校的驻地，上校在内的团部人员丧生。
根据土军的“阿提拉”作战计划，7月20日6时许一个连的土耳其伞兵空降至尼科西亚北面的米亚·米利亚村，试图突袭夺下尼科西亚国际机场。120名土耳其伞兵着陆在塞军守备营的阵地上，93名伞兵被击毙，仅20余名被风吹离降落区的伞兵幸存。土军在7月21日至23日，又空投多批伞兵试图夺取机场，都被防军歼灭。
7月21日，代号“博拉特遣队”的土耳其援军1个坦克连和1个机械化步兵连，由1名准将指挥，搭乘3艘驱逐舰，从本土梅尔辛港出发，前往潘塔米利。塞军通过无线电监听截获这一情报后，拍发了一份明码电报，声称希腊已派遣一支特遣舰队前往塞浦路斯，并提及3艘“希腊驱逐舰”的大概方位恰恰是“博拉特遣队”的位置。土耳其空军迅速调动2个中队共28架f-100、f-104战斗机，轰炸“希腊舰队”。结果3艘军舰全部中弹，其中“科卡特佩”号被炸沉。
7月21日傍晚，希腊空军出动15架运输机执行代号“尼基”的空运行动，将1个营的希腊部队空运至尼科西亚机场，协防塞军。但守卫机场的塞军高射炮密集开火，前两架希腊运输机立刻遭到重创，勉强挣扎着完成迫降，第三架运输机被凌空打爆，该机人员全部丧生。塞军获悉空运的是希腊友军后，才停止射击，后续运输机得以安全降落。
7月22日，经历被误击的土军“博拉特遣队”在潘塔米利登陆后突破塞军防线，于当天下午控制了凯里尼亚城，打开通向尼科西亚的道路。当日15时，土耳其空军再次空袭尼科西亚机场，土军地面部队也动用重炮轰击机场。
7月23日上午，又一批希腊部队被紧急运送至尼科西亚机场。守军将大巴车推倒变成掩体，以机场航站楼为核心，组成主防御阵地。土军向机场发起连级规模的进攻，近200名土军搭乘m113装甲车向希塞联军的防线发起冲击，被希塞联军打退。土军再次组织营级（约600人）攻击。由加拿大、芬兰、瑞典和英国出兵组成的联合国维和部队宣布该机场为“联合国保护区”，交战各方均不得进入周围500米范围。
持续约一周的冲突中，土耳其占领了塞浦路斯全岛37%的土地。
7月25日至30日，各方在瑞士日内瓦进行了第一轮和平会谈，但会谈未有实质成果。8月14日，进行了第2轮和平会谈，土耳其要求塞浦路斯政府接受联邦制的解决方案，并实施族群迁移。塞浦路斯代总统格拉夫科斯·克莱里季斯要求三至四天的时间，以便与雅典方面协商。土耳其方拒绝了这一要求。

## 土耳其的第二次入侵
8月14日，土耳其进行第2次武装入侵，占据了塞浦路斯40%的领土。大批希腊族塞浦路斯人成为难民。塞浦路斯估计人数大约在20万人, 其他来源则称人数约140,000到160,000。他们中的大多数人是被土耳其军队强制驱离家园的。

## 战争暴行
土耳其方面强制北部希腊族裔离开家园，阻止他们重返家园，从土耳其本土移民的政策被认为是一种种族清洗。 